# Stavkirke di Haltdalen
La stavkirke di Haltdalen (Haltdalen stavkirke) è una stavkirke preservata presso lo Sverresborg museum a Trondheim in Norvegia. La chiesa è stata probabilmente costruita nel 1170.

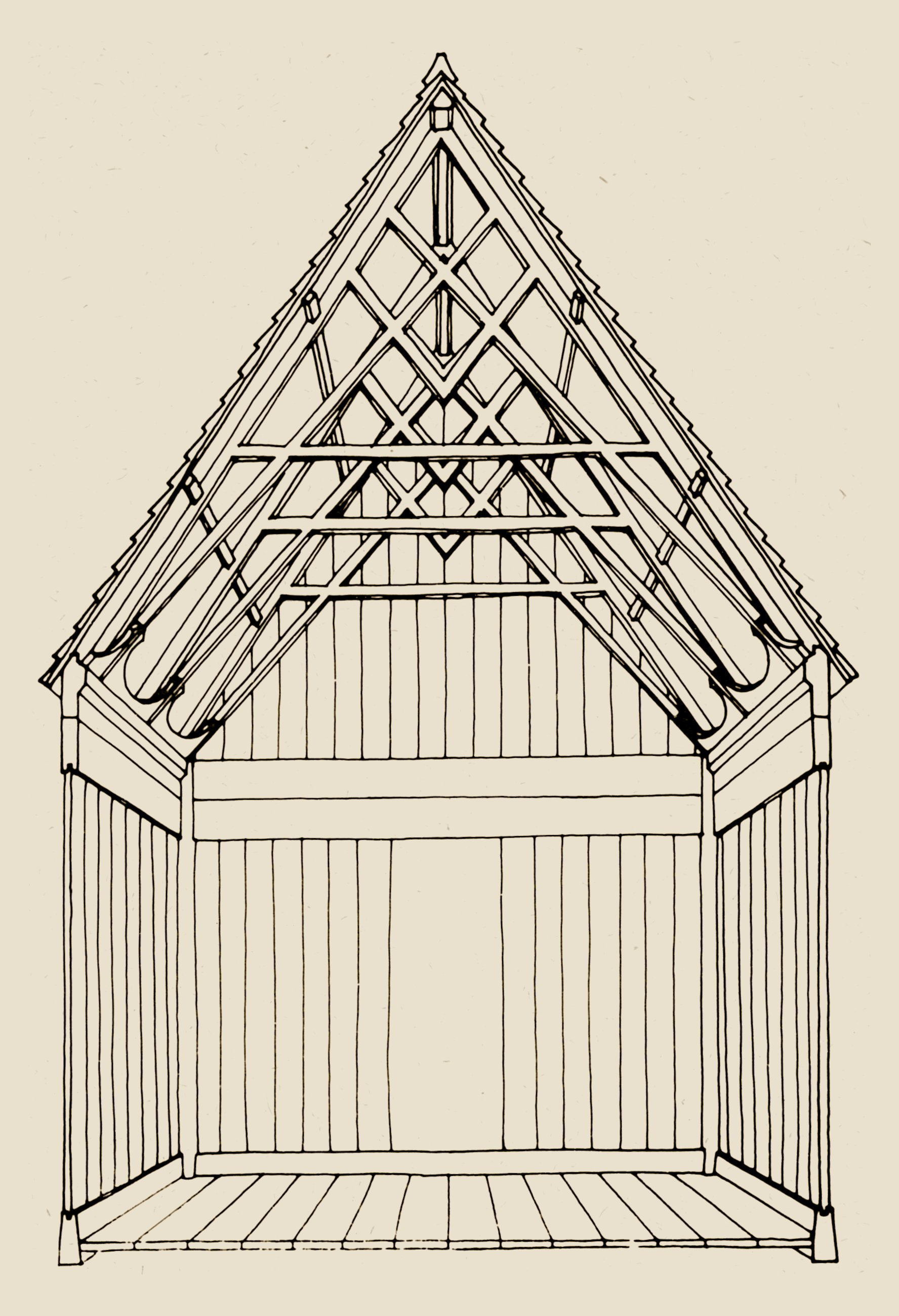
Stavkirke di Haltdalen disegno di Håkon Christie

La chiesa in esposizione è una ricostruzione di due chiese, quella di Ålen e quella di Haltdalen. Il muro a ovest e il portale vengono da quella di Ålen.
Questa è una chiesa a navata singola dello stile orientale scandinavo ed è l'unica rimasta preservata.